# Temple protestant de Montivilliers
Le temple protestant de Montivilliers est un lieu de culte situé dans la commune française de Montivilliers dans la Seine-Maritime, en Normandie. La paroisse est membre de l'Église protestante unie de France.

## Historique
La communauté protestante de Montivilliers trouve ses racines dans la Réforme protestante de la Renaissance. Dès 1530, des cultes y sont célébrés.
En 1787, à l'occasion de l’Édit de tolérance du roi Louis XVI, la riche communauté protestante de Montivilliers fait construire hors les murs de la ville un temple en pierre de taille, sur un terrain de la famille Barnage. Pierre Bernage, fils d’un riche marchand de dentelles, finance sa construction. Véritable bijou d’architecture Louis XVI, le plus vieux temple au nord des Cévennes toujours en usage (hors Alsace-Montbéliard). Les carreaux du sol forment des Croix huguenotes. Il est inauguré le 29 novembre 1803.
Le temple est toujours entouré de son petit cimetière protestant, lui aussi toujours en usage. Le temple protestant est inscrit au titre des monuments historiques par arrêté du 19 juillet 1977. Il est en cours de restauration.